# Bürgerkrieg in Sri Lanka

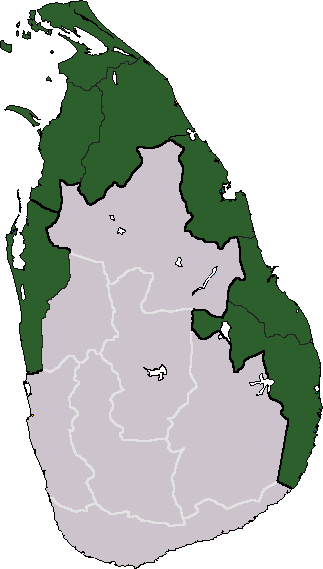
Von den tamilischen Separatisten beanspruchte Gebiete Sri Lankas (grün)

Der Bürgerkrieg in Sri Lanka war ein von 1983 bis 2009 dauernder bewaffneter Konflikt, in dem tamilische Separatisten, vor allem der Liberation Tigers of Tamil Eelam (LTTE), um Unabhängigkeit vom Inselstaat Sri Lanka kämpften. Die LTTE forderte, aus den tamilischen Siedlungsgebieten im Norden und Osten der ansonsten singhalesisch dominierten Insel einen unabhängigen Staat Tamil Eelam zu bilden. Der schwelende ethnische Konflikt zwischen Singhalesen und Tamilen mündete am 23. Juli 1983 in einen Bürgerkrieg. Nach über 25 Jahren endete der Bürgerkrieg am 18. Mai 2009 mit dem vollständigen militärischen Sieg der sri-lankischen Regierungstruppen über die LTTE – begleitet von dem als Mullivaikkal-Massaker bekannt gewordenen letzten Kriegsverbrechen an der tamilischen Zivilbevölkerung.
Die Zahl der Todesopfer während des Krieges zwischen 1983 und 2009 wird auf 80.000 bis 100.000 geschätzt.

## Geschichte des Konflikts
Die zwei größten Bevölkerungsgruppen in Sri Lanka sind die vorwiegend buddhistischen Singhalesen und die meist hinduistischen Tamilen. Über 2000 Jahre lang gab es teilweise parallel singhalesische und tamilische Königreiche auf der Insel. Diese bestanden entgegen der häufig vertretenen These einer Erbfeindschaft die meiste Zeit in friedlicher Koexistenz mit regem kulturellem Austausch. Relevant ist dabei die Tatsache, dass die beiden Gruppen unter kulturell-religiösen Aspekten nicht allzu weit voneinander entfernt sind: Zum einen enthält die singhalesische Volksreligion, die neben dem Buddhismus praktiziert wird, schon immer viele hinduistische Elemente; zum anderen gab es über Jahrhunderte auch in der tamilischen Bevölkerung große Anteile von Anhängern des Buddhismus (vielfach bezeugt für das Gebiet von Tamil Nadu).
Die wichtigsten historischen Konflikte bestanden zwischen singhalesischen Königreichen und tamilischen Staaten Südindiens, vor allem den Cholas, die über lange Perioden weite Teile der Insel beherrschten. Heute berufen sich nationalistische Singhalesen besonders auf die in den buddhistischen Chroniken berichtete Geschichte des singhalesischen Prinzen Dutugemunu, der im 2. Jahrhundert v. Chr. vom Süden der Insel aus den in Anuradhapura herrschenden südindischen König Elara besiegte, um die tamilische Herrschaft zu beenden; dabei wird oft verschwiegen, dass Elara, obschon Hindu, (z. B. laut der Chronik Mahavamsa) ein gerechter und volksnaher Herrscher war, der die Religion seiner singhalesischen Untertanen respektierte. In der westlichen Indologie wird heute die Ansicht vertreten, dass der Krieg Dutugemunus wenig mit Ethnie oder Religion zu tun hatte, sondern diese Geschichte erst im Laufe der Zeit von verschiedenen buddhistischen Autoren verändert wurde, um ein singhalesisch-buddhistisches Nationalgefühl und einen entsprechenden Nationalhelden zu schaffen.
Als im 16. Jahrhundert die europäischen Kolonialmächte auf den Plan traten, gab es drei Königreiche in Ceylon, zwei singhalesisch-buddhistische in Kandy und Kotte (heute Sri Jayawardenepura) und ein tamilisch-hinduistisches in Jaffna. Unter den Portugiesen und den Holländern blieben diese voneinander getrennt; nachdem die britischen Kolonialherren 1815 das Reich von Kandy besiegt hatten, vereinigten sie die drei Königreiche zu einer Verwaltungseinheit Ceylon. Unter den Briten wurden in der Verwaltung vor allem hochkastige Tamilen eingesetzt, was durch ihre traditionell gute Bildung begünstigt wurde, aber wohl hauptsächlich einer Divide-et-impera-Taktik entsprach; dadurch genossen die Tamilen einige Privilegien. Die britische Regierung holte zahlreiche indische Tamilen nach Ceylon, die sie als Arbeitskräfte auf ihren Teeplantagen benötigte. Der Anteil von Tamilen an der Gesamtbevölkerung stieg dadurch im Lauf der Zeit von 12 auf 18 Prozent an. Bereits 1840 kam es daher zu ersten Spannungen wegen des unterschiedlichen Glaubens.
Nach der vom britischen Parlament freiwillig zugestandenen Unabhängigkeit der Insel am 4. Februar 1948 bekam die UNP (United National Party) die Regierungsgewalt; sie war zunächst keine Partei einer bestimmten politisch-ideologischen Richtung, sondern eine Vereinigung von westlich orientierten Angehörigen der aus Singhalesen, Tamilen und Muslimen bestehenden Oberschicht, die einen eigenen Staat forderten. 1948–49 wurden Gesetze zur Ausbürgerung der seit über 100 Jahren im Land ansässigen Indien-Tamilen beschlossen, die zu Uneinigkeit innerhalb der Regierung führten. Es gab Abspaltungen und Parteigründungen der verschiedenen ethnischen Gruppen, unter anderem die singhalesisch-nationalistische Sri Lanka Freedom Party (SLFP).
Schon seit einiger Zeit hatte sich eine Sinhala-only-Bewegung entwickelt, die aus buddhistischen Gruppierungen hervorging. Dabei ging es zunächst nicht so sehr um den Gegensatz Sinhala-Tamil als um die Dominanz des Englischen (das ein Großteil der Singhalesen nicht beherrschte) und die Dominanz von (singhalesischen und tamilischen) Christen in Bildungswesen und Verwaltung.
Die SLFP gewann mit dem Slogan Sinhala only die Parlamentswahl im Jahr 1956, wobei sie von einer Welle des singhalesischen Nationalgefühls getragen wurde, das mit der Buddha Jayanthi, dem 2500. Jahrestag des mutmaßlichen Todes des Buddha, zusammenhing. Die SLFP-Regierung versuchte, mit ihrer Politik die „Singhalisierung“ der Insel zu bewirken. In den folgenden Jahren und Jahrzehnten kam es immer wieder zu Ausschreitungen gegen Tamilen, bei denen sich, zunächst in Studentenkreisen, langsam Widerstand formierte, weil die Armee ein Massaker an der tamilischen Bevölkerung anrichtete.
Zuerst wurde 1956 durch den Official Language Act Sinhala zur einzigen Amtssprache gemacht. Es folgte 1957 der Shri-Streit um singhalesische Schrift auf Autokennzeichen. Nach dem gegenseitigen Übermalen von Schriftzeichen kam es 1958 zu Pogromen mit rund 400 toten Tamilen. Daraufhin wurde der Tamil Language Act erlassen, der die Benutzung von Tamil in mehrheitlich von Tamilen bewohnten Gebieten erlaubte.
Ab 1970 kam es zur Benachteiligung von Tamilen im Bildungssystem, beispielsweise durch die Anpassungen der benötigten Punktzahl bei Universitätszulassungstests für Tamilen, um eine dem Anteil an der Gesamtbevölkerung entsprechende Quote von tamilischen Studenten in naturwissenschaftlichen Studiengängen zu erreichen. 1972 wurde der offizielle Staatsname in Shri Lanka geändert, was als pro-buddhistisch empfunden wird. Der Buddhismus wurde bevorzugte Religion und Sinhala einzige offizielle Sprache.
In den folgenden Jahren verschärfte sich der Konflikt zwischen den beiden Volksgruppen weiter. Verschiedene politische Parteien und Organisationen schlossen sich in dieser Zeit zur Tamil United Liberation Front (TULF) (dt. Vereinigte tamilische Befreiungsfront) zusammen. Diese forderte einen eigenen Tamilenstaat (Tamil Eelam) im Norden und Osten der Insel. Durch den Prevention of Terrorism Act von 1979 konnten die Grundrechte Einzelner in nur vage definierten Verdachtsfällen aufgehoben werden.

## Verlauf des Bürgerkriegs

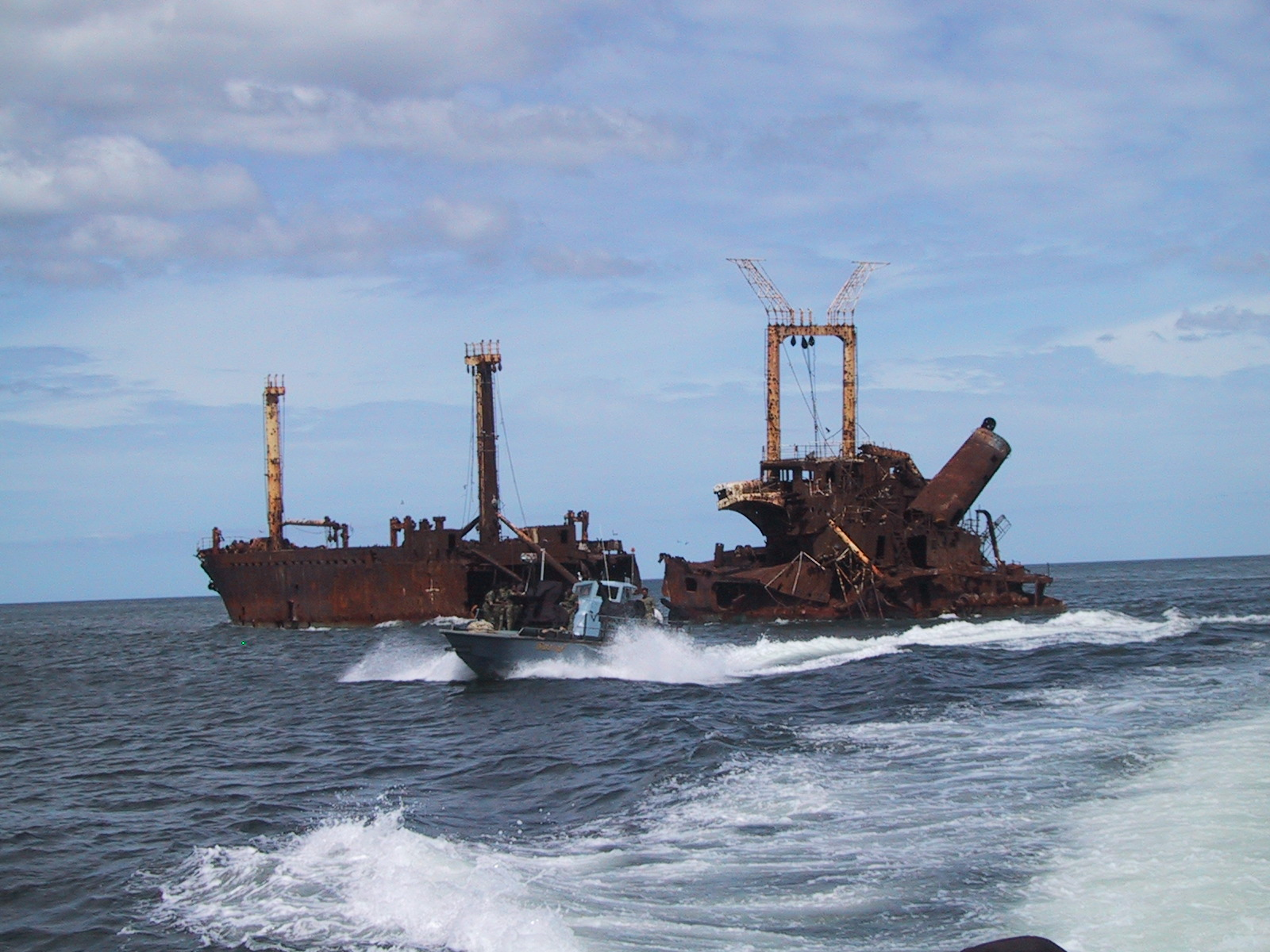
LTTE-Schnellboot vor einem durch die sri-lankische Luftwaffe versenkten Frachter

Als Anfangsdatum des Bürgerkriegs wird meist der 23. Juli 1983 angenommen, als bei einem Anschlag auf eine Militäreinrichtung im Norden der Insel 13 Soldaten starben. Nach dem Anschlag kam es zu landesweiten Pogromen gegen die tamilische Minderheit. In ihrem Verlauf wurden, vor allem in den Gebieten mit singhalesischer Bevölkerungsmehrheit, zwischen 1000 und 5000 Tamilen ermordet und mindestens 100.000 zur Flucht in andere Landesteile gezwungen, wobei ein großer Teil des tamilischen Eigentums in singhalesische Hände überging; dabei wurden die Täter teilweise von regierungsnahen Politikern angestachelt und Mitglieder von Polizei und Militär beteiligen sich an den Ausschreitungen.
Auf Seite der Tamilen gewann bald die LTTE (auch als „Tamil Tigers“, tamilische Tiger bezeichnet) die Oberhand, indem sie andere separatistische tamilische Gruppierungen rigoros und teilweise gewaltsam bekämpfte. Im andauernden Krieg konnte sie als stärkste militärische Kraft auch schnell die politische Führung der Tamilen übernehmen.
In den Jahren nach Ausbruch des Bürgerkriegs gab es einen regen Austausch zwischen den Tamilen im indischen Bundesstaat Tamil Nadu und den Tamilen Sri Lankas. So nutzte die LTTE das indische Festland immer wieder als Ausgangsbasis und Rückzugsraum, und sri-lankisch-tamilische Flüchtlinge fanden in Indien eine neue Heimat. Dadurch sah Indien jedoch die regionale Sicherheit gefährdet und entsandte schließlich 1987 mit UNO-Mandat und unter Zustimmung der Regierung Sri Lankas Friedenstruppen (Indian Peace Keeping Forces, IPKF) in den Inselstaat.
Indien handelte einen Friedensvertrag mit der sri-lankischen Regierung aus, der vorsah, die Tamilen in einem Gebiet Sri Lankas zusammenzufassen, das anschließend weitreichende Autonomie erhalten sollte. Die LTTE startete gegen die IPKF jedoch in einen blutigen Guerillakrieg, der ca. 1500 Inder das Leben kostete; schließlich musste sich Indien nach 32 Monaten auf Druck der sri-lankischen Regierung erfolglos aus dem Konflikt und aus Sri Lanka zurückziehen. Als Resultat der Verhandlungen zwischen Indien und Sri Lanka wurde vereinbart, in einem Zeitraum von ca. 30 Jahren die Hälfte der „Indien-Tamilen“ in Sri Lanka einzubürgern und die andere Hälfte nach Indien zu repatriieren.
Gleichzeitig formierte sich auf singhalesischer Seite die JVP („Janatha Vimukthi Peramuna“) neu, die schon im Jahr 1971 als bewaffnete kommunistische Guerillaorganisation gegründet wurde, die ihrerseits gegen die Zentralregierung kämpfte. Sie rekrutierte sich vor allem aus der mit der Regierung unzufriedenen ärmeren singhalesischen Landbevölkerung, insbesondere Jugendlichen. Ihr Ziel war die Errichtung eines kommunistischen Regimes in ganz Sri Lanka. Der Kampf der Tamilen wäre damit in ihren Augen hinfällig, da in einem kommunistischen Sri Lanka Nationalität ohnehin keine Rolle spielen würde. Aufgrund der räumlichen Trennung kam es aber weder zu nennenswerten Konflikten noch zu einer Zusammenarbeit mit der LTTE. Die Zentralregierung band viele ihrer Kräfte in einem vehementen Kampf gegen die JVP und schickte sogar „Todesschwadronen“ aus, um diese zu vernichten. Dies gelang ihr jedoch erst im Jahr 1989, wobei auch viele singhalesische Zivilisten ihr Leben verloren. Durch diesen „Bruderkrieg“ unter Singhalesen wurde die Zentralregierung erheblich geschwächt. Der LTTE hingegen gelangen in der Folgezeit ihre beiden aufsehenerregendsten Aktionen: Die Ermordung des sri-lankischen Regierungschefs Ranasinghe Premadasa und des indischen Premiers Rajiv Gandhi.
Schließlich ergab sich eine Pattstellung: Die LTTE kontrollierte den Norden und Nordosten, war jedoch nicht stark genug, um die sri-lankische Regierung zur Annahme ihrer Friedensbedingungen zu zwingen; die Regierung kontrollierte den Rest des Landes, war jedoch nicht in der Lage, den Norden und Nordosten zu erobern. Erst 1996 war die sri-lankische Armee soweit reorganisiert, dass sie eine Offensive starten konnte. Ihr gelang es zwar, die nördliche Jaffna-Halbinsel zu erobern, nicht jedoch die LTTE zu zerstören, die weiterhin aus dem Dschungel der Vanni-Region heraus operierte. Durch Einsatz von Selbstmordkommandos (Black Tigers) verspielte sich die LTTE viele ausländische Sympathien und wurde zum Beispiel 1997 in die US-Liste der terroristischen Vereinigungen aufgenommen.

### Brüchiger Waffenstillstand
Das von den LTTE kontrollierte Gebiet war politisch, militärisch und administrativ autonom, so dass man von einem De-facto-Staat sprechen konnte, der allerdings von der sri-lankischen Regierung nicht anerkannt wurde.
Im Februar 2002 kam es zu einem Waffenstillstand und Friedensverhandlungen; in den folgenden zwei Jahren entspannte sich der Konflikt merklich, jedoch wurde die Stimmung schon bald darauf wieder feindseliger.
Nach der Flutkatastrophe infolge des Tsunamis 2004 beschuldigte die LTTE die sri-lankische Regierung, Hilfslieferungen in tamilisches Gebiet behindert und teilweise unterschlagen zu haben (wurde von der IKRK bestätigt). Am 12. August 2005 fiel  der Außenminister Sri Lankas, Lakshman Kadirgamar, einem Attentat zum Opfer. Die Vermutung, dass die Tamil Tigers für seinen Tod verantwortlich seien, wurde von deren Seite dementiert. Die LTTE forderten daraufhin EU-Vertreter auf, das Land zu verlassen.
Am 14. Juni 2006 starben bei einem Sprengstoff-Anschlag auf einen Reisebus bei Kebitigollewa (nördliche Zentralregion, nahe Anuradhapura) mehr als 60 Menschen. Es war der schwerste Anschlag seit 2002. Während die Regierung die LTTE dafür verantwortlich machte, sagte ein Sprecher der Organisation, sie habe nichts damit zu tun. Die sri-lankische Luftwaffe flog noch am selben Tag Einsätze gegen Stellungen der LTTE an der nordöstlichen Küste, bei denen auch tamilische Zivilisten ums Leben kamen.
Zu einer weiteren Eskalation der Gewalt kam es Ende Juli 2006, als die LTTE im Nordosten des Landes eine Schleuse nahe Muttur besetzte und dadurch die Trinkwasserversorgung für Zehntausende blockierte. Die Regierung reagierte mit einer Militäroffensive und lief dadurch in eine Falle. So waren die Felder um die Schleuse stark von der LTTE vermint worden, und die LTTE hatte sich auf den Angriff der sri-lankischen Armee gut vorbereitet. 300 Menschen, zumeist Soldaten der sri-lankischen Armee kamen ums Leben. Aus der überwiegend von Moslems bewohnten Stadt Muttur flohen nach Schätzungen des Roten Kreuzes Anfang August ca. 20.000 bis 30.000 Menschen, nachdem 10 Menschen beim Beschuss der Stadt getötet worden waren. Ebenfalls in Muttur wurden am 6. August 17 tamilische Mitarbeiter der französischen Hilfsorganisation „Aktion gegen Hunger“ ermordet aufgefunden. Die Regierung wurde beschuldigt, das Massaker begangen zu haben, was von ihr zurückgewiesen wurde. Am 8. August 2006 erklärte die LTTE überraschend ihren Rückzug von dem umkämpften Stausee, so dass die Schleusentore wieder geöffnet werden konnten. Am 14. August 2006 wurden durch einen Bombenangriff sri-lankischer Kampfflugzeugen des Typs KFIR auf das Kinderheim „Chencholai“ in Mullaithivu 61 Schulmädchen getötet und über 129 verletzt. Die Regierung gab an, sie habe nur ein LTTE-Ausbildungslager bombardiert, ein gezielter Angriff auf die Schule kann allerdings nicht ausgeschlossen werden.
Schon am 31. Juli 2006 hatte ein Anführer der Tamilen-Rebellen den Waffenstillstand für nichtig erklärt, weil die Armee die tamilischen Gebiete andauernd bombardierte. Deshalb und aufgrund der LTTE-Aufforderung im Mai erklärten einige EU-Vertreter den Abzug ihrer Beobachter. Im August eskalierte der Konflikt weiter. Allein am 12. August starben über 200 Menschen, darunter ein ranghoher Vermittler im Friedensprozess.

### Angriffe auf die Nachschubwege der LTTE

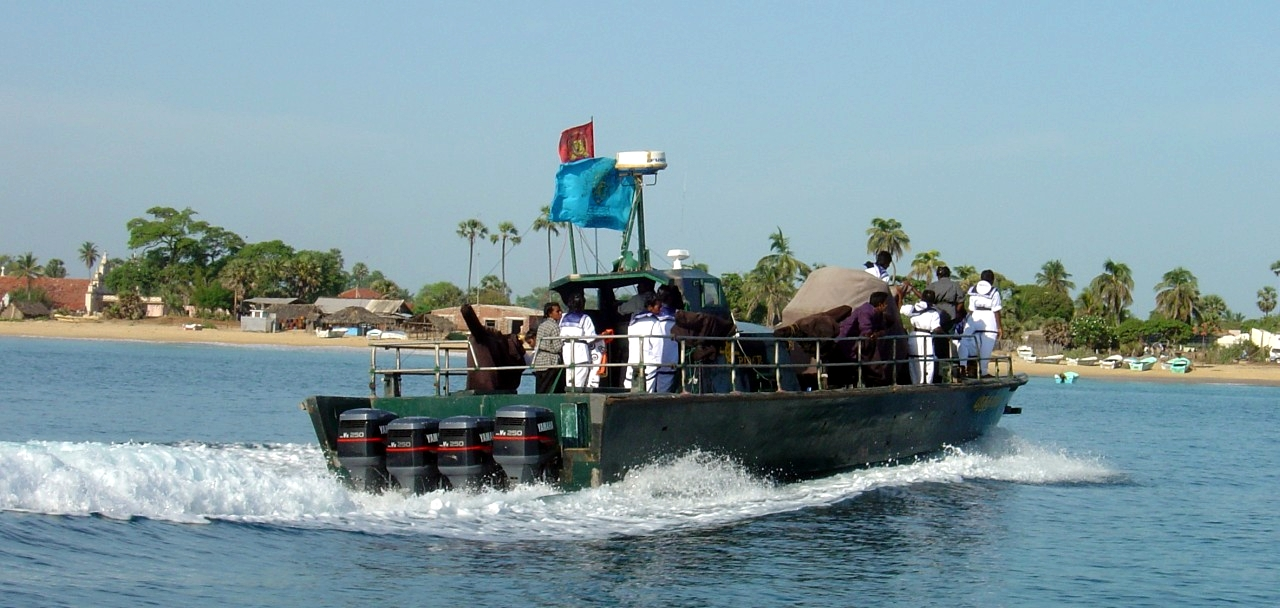
Ein Boot der Sea Tigers

Für die Bewegung von Soldaten und Gütern setzte die LTTE stark auf ihre als Sea Tigers bezeichneten maritimen Kräfte. Diese bestanden aus Schnellbooten mit Fiberglasrumpf, die mit Radar nur schwer auszumachen und im küstennahen Bootsverkehr der tausenden Fischerboote nicht zu verfolgen waren. Nach dem Erdbeben im Indischen Ozean 2004 galt die Flotte der LTTE als schwer beschädigt und die Marine der sri-lankischen Streitkräfte rüstete ihrerseits mit mehreren hundert kleinen und billigen Booten auf, die flexibel in größeren Gruppen eingesetzt wurden. Im Laufe des Jahres 2006 enttarnte die militärische Aufklärung der sri-lankischen Armee die Nachschubwege der LTTE. Sie hatte bis zu acht Frachtschiffe erworben, die dauerhaft in internationalen Gewässern lagen und als schwimmende Waffenlager dienten. Von September 2006 bis Mitte 2007 gelang es den Streitkräften, alle acht Frachter zu versenken. Nach Angaben der sri-lankischen Marine konnten sie damit ab Ende 2006 bis zur Einstellung des Krieges im Mai 2009 jeglichen Nachschub der LTTE unterbinden, was entscheidend zu deren Niederlage beigetragen habe.

### Offensive der Regierung
Am 2. Januar 2008 kündigte die Regierung offiziell den 2002 beschlossenen Waffenstillstand. Seitdem konnten mehrere Gebiete durch Regierungstruppen wieder zurückerobert werden, die Offensive kam vor der Stadt Kilinochchi ins Stocken.
Präsident Mahinda Rajapaksa gab in einer landesweit übertragenen Fernsehansprache am 2. Januar 2009 bekannt, dass die Armee Sri Lankas die LTTE-Hochburg Kilinochchi im Norden des Landes nach einer Offensive eingenommen habe. Er sprach von einem „beispiellosen“ Sieg im Bürgerkrieg und forderte die LTTE auf, ihre Waffen niederzulegen. Wenige Minuten nach der Rede Rajapaksas kamen bei einem Selbstmordattentat vor der Luftwaffenbasis in Colombo zwei Menschen ums Leben.
Am 25. Januar 2009 wurde Mullaitivu von der sri-lankischen Armee eingenommen. Die LTTE verlor damit ihre bislang letzte noch kontrollierte Stadt. Im Kampfgebiet waren nach Angaben der Vereinten Nationen rund 250.000 Zivilisten eingeschlossen. Im Mai konnte das Militär nach Regierungsangaben auch den letzten von der LTTE kontrollierten Küstenstreifen einnehmen. Der Machtbereich der LTTE konzentrierte sich nur noch auf eine wenige Quadratkilometer große Region im Nordosten der Insel.
Die Kämpfe zwischen der LTTE und der sri-lankischen Armee forderten im Frühjahr 2009 tausende Todesopfer unter der Zivilbevölkerung, bis zu 200.000 Menschen mussten die von den Rebellen gehaltene Region verlassen und konnten nur unzureichend versorgt werden. UN-Schätzungen, die auf täglichen Zählungen bis April 2009 basieren, gehen von etwa 7000 getöteten Zivilpersonen aus. Einige Mitarbeiter von Hilfsorganisationen schätzen, dass danach täglich bis zu 1000 Zivilpersonen ums Leben gekommen sein könnten. Inoffizielle Schätzungen von UN-Mitarbeitern, die während der letzten Phase des Konflikts in Sri Lanka waren, besagen, dass mehr als 20.000 Menschen (möglicherweise bis zu 40.000) zwischen Januar und Mai 2009 ums Leben gekommen sein könnten. Angesichts der humanitären Situation hat der Sicherheitsrat der Vereinten Nationen am 13. Mai 2009 erstmals eine offizielle Stellungnahme zum Bürgerkrieg in Sri Lanka formuliert und die Konfliktparteien aufgefordert, sich für die Sicherheit der noch eingeschlossenen Bevölkerung einzusetzen und die Flüchtlinge zu versorgen.

### Ende des Bürgerkriegs
Angesichts der Geländegewinne im Mai 2009 erklärte der sri-lankische Präsident Mahinda Rajapaksa am 16. Mai 2009 die LTTE für besiegt und den Bürgerkrieg für beendet. Die verbleibenden Rebellen seien vom Militär eingekesselt, über das Schicksal des Rebellenführers Velupillai Prabhakaran war zunächst nichts bekannt. Über die Website Tamilnet erklärte die LTTE, die Waffen ruhen zu lassen, um die Zivilbevölkerung nicht weiter zu gefährden.
Velupillai Prabhakaran wurde, wie auch die gesamte Führungselite der LTTE, bei der Flucht vor Regierungstruppen am 18. Mai 2009 erschossen. Wenige Tage später wurde sein Tod von Seiten der LTTE bestätigt.
Zwischen dem Beginn der Militäroperation im August 2006 und dem Ende der Gefechte im Mai 2009 seien nach offiziellen Regierungsangaben des Verteidigungsstaatssekretärs Gotabaya Rajapaksa 6261 Soldaten, Polizisten und Paramilitärs ums Leben gekommen. 29 551 Angehörige der Sicherheitskräfte seien zudem verletzt worden. Seit 1981 habe der Bürgerkrieg 23.790 Soldaten, Polizisten und Paramilitärs das Leben gekostet. Über die Verluste der LTTE wurden keine Angaben gemacht.
Über die Anzahl an getöteten Zivilisten in der letzten Phase gibt es keine bestätigten Zahlen. Eine Untersuchung einer UN-Expertengruppe kam in ihrem Abschlussbericht zu folgender Einschätzung über den Zeitraum 2007 bis 2009:

“On 19 May, with the death of the LTTE’s leadership, the Government claimed victory in the war. The final phase of the decades-long Sri Lankan conflict was catastrophic. The Panel of experts stated that ‘[a]number of credible sources have estimated that there could have been as many as 40,000 civilian deaths’. Some Government sources state the number was wellbelow 10,000. Other sources have referred to credible information indicating that over 70,000 people are unaccounted for.”

„Am 19. Mai, mit dem Tod der LTTE Führung, erklärte die Regierung ihren Sieg im Krieg. Diese Endphase des jahrzehntelangen Konflikts in Sri Lanka war katastrophal. Die Expertengruppe gibt an, dass ‚[eine] Reihe glaubhafter Quellen die Zahl an getöteten Zivilisten mit 40.000 schätzen‘. Einige Regierungsquellen geben die Zahl mit weit unter 10.000 an. Andere Quellen beziehen sich auf glaubhafte Informationen, dass über 70.000 Menschen vermisst werden.“

Anfang Februar 2009 begann die Regierung damit, Flüchtlinge (unter denen auch Rebellen vermutet werden) in Lagern zu internieren. Kurz nach Kriegsende wurden ungefähr 290.000 Personen festgehalten. Diese Zahl wurde insbesondere im vierten Quartal 2009 stark verringert und betrug Anfang Mai 2010 noch 76.568.
Der Zugang zu den Camps für Außenstehende gestaltet sich schwierig. Selbst nach internationalen Appellen wollte die Regierung weiterhin keine bzw. nur eingeschränkt ausländische Hilfsorganisation in die Lager lassen. In den Lagern selbst mangele es an Medikamenten und Nahrung, weiterhin wird berichtet, Frauen würden vergewaltigt und paramilitärische Organisationen würden Kinder aus den Lagern verschleppen. Da die Regierung unabhängigen Journalisten verbot, die Lager zu besuchen, gab es kaum gesicherte Beweise.

## Die Kriegsverbrechen in der Endphase des Bürgerkrieges
Im Januar 2009 sollen Soldaten der sri-lankischen Armee Gefangene hingerichtet haben. Bei mehreren Gelegenheiten sollen die LTTE in der Zeit von Januar bis Mai 2009 auch Jungen und Mädchen, von denen einige nicht älter als 12 Jahre waren, gezwungen haben, sich den LTTE-Kadern anzuschließen.
Gegen 3 Uhr am 24. Januar 2009 beschossen Sicherheitskräfte die UN-Verteilerstation für das World-Food-Programm auf einem offenen Sportplatz nördlich Suthanthirapuram Junction, innerhalb der am 21. Januar 2009 von der Regierung einseitig eingerichteten ersten „No-Fire Zone“ (NFZ), die Suthanthirapuram, Udayaarkaddu North, Vallipunam und Thevipuram einschloss. Mindestens elf Zivilisten wurden getötet und mehrere verwundet, darunter Frauen und Kinder. Ein Fahrer des World-Food-Programms wurde von einem Geschoss in den Hinterkopf getroffen. UN-Fahrzeuge und Bunker wurden beschädigt. Am oder um den 4. Februar versuchten Hunderte von Zivilisten nahe der A 35 Road bei Udayaarkadda in der ersten NFZ die Frontlinie Richtung Westen zu überqueren. Eine Gruppe von LTTE-Kadern stellte sich ihnen in den Weg und forderte sie auf, zurückzugehen. Als sie weitergingen, schossen sie in die Luft. Als sie immer noch nicht stehenblieben, schossen sie in den Boden. Über zehn Zivilisten wurden verletzt, und ein Mensch wurde getötet. Daraufhin zerstreute sich die Menschenmenge.
Die Sicherheitskräfte beschossen das Krankenhaus Puthukkudiyiruppu (PTK) mehrmals am 1. Februar, wobei verschiedene Einrichtungen beschädigt wurden, darunter eine Abteilung mit Frauen und Kindern und eine Kirche. Mitarbeiter des Internationalen Komitees vom Roten Kreuz (IKRK) waren während der Angriffe anwesend. Das IKRK erklärte, dass über 500 stationäre Patienten im Krankenhaus seien und kontinuierlich weitere Verletzte aufgenommen würden. Am nächsten Tag erklärte das IKRK, dass am 1. Februar 9 Patienten getötet und 20 weitere verletzt worden seien.
Am 6. Februar bombardierte die sri-lankische Luftwaffe das Ponnambalam Memorial Hospital. Das Bombardement beschädigte die Rückseite des Hauptgebäudes schwer und zerstörte einen Anbau auf der gegenüberliegenden Straßenseite, in dem Patienten untergebracht waren. Das Gelände wurde später am Tag nochmals bombardiert. Mehr als 75 Patienten wurden getötet.
Das Putumattalan-Krankenhaus wurde um den 17. Februar beschossen und dabei wurden Patienten getötet und verletzt. Ende März versuchten Hunderte von Menschen, die sich nördlich vom Putumattalan-Krankenhaus und dem UN-Gelände aufhielten, Richtung Westen über die Lagune zu fliehen. Die LTTE umzingelten sie und trennten die Männer von den Frauen und Kindern. Einige, die nicht verheiratet waren, wurden zwangsweise als Kader rekrutiert, darunter Kinder, die vermutlich erst 14 Jahre alt waren. Die verbleibenden Männer wurden zum Bau von Unterständen für die LTTE abgeführt, während die restlichen Frauen und Kinder weitergehen durften. Die Familien protestierten, aber die LTTE schlugen sie mit Stöcken und PVC-Rohren.
Am 18. März kam es an der katholischen Kirche in Valayanmadam zu einem weiteren Fall von zwangsweiser Rekrutierung von Jugendlichen, von denen einige erst 14 Jahre alt waren. Die LTTE brachten Hunderte von ihnen in Ausbildungslager nach Mullivaikal. Die protestierenden Eltern wurden wiederum mit Stöcken und PVC-Rohren geschlagen.
Zwei Behelfskrankenhäuser wurden in Mullivaykkal errichtet: Das erste wurde Ende Februar in der Mullivaykkal Secondary School eingerichtet, das mit dem Krankenhaus in Putumattalan zusammenarbeitete. Das zweite wurde in einer anderen Schule weiter im Osten eingerichtet, nachdem das erste unter intensiven Beschuss geraten war. Die Sicherheitskräfte beschossen das erste Krankenhaus in Mullivaykkal am 30. April und dann ein zweites Mal noch stärker am 2. Mai. Ein Zeuge sah ein UAV (Unmanned Aerial Vehicle) über dem Bereich beim letzteren Angriff. Viele Zivilisten wurden getötet oder verletzt. Das medizinische Personal versuchte, so viele Vorräte und so viele Verletzte wie möglich ins zweite Krankenhaus zu bringen.
Am 11. Mai beschossen die Sicherheitskräfte das ganze Gebiet von Mullivaykkal. Am 12. Mai, nachdem viele Verletzte ins zweite Krankenhaus gebracht worden waren, beschossen es die Sicherheitskräfte. Etliche Zivilisten und Angehörige des medizinischen Personals wurden getötet oder verletzt. Vom Abend des 12. Mai an bis zum Ende der Kämpfe war das Krankenhaus praktisch lahmgelegt.
Es gab Lebensmittelknappheit und Unterernährung, vor allen Dingen bei den jungen und älteren Vertriebenen. Die Regierung versprach, ausreichende Vorräte an Lebensmitteln und Medikamenten zur Verfügung zu stellen. Die meisten Berichte weisen jedoch darauf hin, dass in den Lagern und in den „No-Fire-Zones“ Lebensmittel, Medikamente und sauberes Wasser nur unzureichend zur Verfügung standen.

## Forderungen nach Aufarbeitung der Menschenrechtsverbrechen und nach einem UN-Tribunal
Am 22. Juni 2010 berief UN-Generalsekretär Ban Ki-moon ein dreiköpfiges Gremium von Experten, das ihn über die Belange der Kriegsverbrechen beraten sollte, die in Sri Lanka im Bürgerkrieg zwischen der Regierung und den Tamil Tigers (LTTE) begangen wurden. Nachdem Minister Wimal Weerawansa, Führer der Jathika Nidahas Peramuna (National Freedom Front), die Öffentlichkeit aufgefordert hatte, das UN-Büro in Sri Lanka zu umstellen und das UN-Personal in Geiselhaft zu nehmen, bis UN-Generalsekretär Ban Ki-moon seine Entscheidung zur Ernennung eines Beratergremiums für Sri Lanka wieder rückgängig gemacht hat, schloss die UN ihr Büro in Colombo. Die Leiter der Missionen der USA, Europas, Großbritanniens, Deutschlands, Frankreichs, Italiens, der Schweiz, der Niederlande, Rumäniens und Norwegens in Sri Lanka missbilligten das Vorgehen der sri-lankischen Regierung.
In einem am 16. September 2015 erschienenen Bericht beschuldigte der UN-Menschenrechtsrat beide Konfliktparteien – die Tamil Tigers und die sri-lankische Armee – schwerer Menschenrechtsverstöße und forderte die Einrichtung eines internationalen UN-Tribunals um diese Verbrechen zu untersuchen. Die seit Januar 2015 amtierende sri-lankische Regierung unter Premierminister Ranil Wickremesinghe und der ebenfalls seither amtierende Präsident Maithripala Sirisena lehnten ein internationales Tribunal, ab, versprachen jedoch die Einrichtung einer „Wahrheits- und Versöhnungskommission“, die insbesondere den Vorwürfen, die gegen die sri-lankische Armee erhoben werden, nachgehen soll. Der Vorgänger im Präsidentenamt Mahinda Rajapaksa hatte entsprechende Untersuchungen noch rundweg abgelehnt. In einer Stellungnahme sagte der UN-Hochkommissar für Menschenrechte Zeid Ra'ad Al Hussein, dass die Untersuchungen der UN ein „fürchterliches Maß an Gewalttätigkeiten und Mißhandlungen“, die sich in Sri Lanka ereignet hätten, offengelegt hätten. Dazu gehörten der „Beschuss von zivilen Zielen, außergesetzliche Tötungen, das Verschwindenlassen von Personen, grauenhafte Berichte von Folter, sexueller Gewalt, die Rekrutierung von Kindern und andere schwerwiegende Vergehen“. Nur ein international besetzter Gerichtshof wäre in der Lage, die gewaltige Aufgabe zu bewältigen, die Menschenrechtsvergehen aus den neun Jahren bis zum Jahr 2011 aufzuarbeiten.
Im Jahr 2018 wurde nahe dem Ort Mannar ein Massengrab entdeckt, aus dem bis November 2018 230 Skelette exhumiert wurden. Es handelte sich um das größte bis dato entdeckte Massengrab aus der Zeit des Bürgerkriegs.

## Filme
- Sri Lanka – Gegen das Vergessen. 56-minütige Dokumentation von Vanessa Dougnac und Fabrice Launay für Arte (Frankreich/Indien, 2016)